# 太平洋縣
太平洋縣（英語：Pacific County）是美国华盛顿州西南角的一個縣，西臨太平洋（這也是縣名的由來），南隔哥倫比亞河與俄勒冈州相望，面積3,169平方公里。根據2020年美國人口普查，共有人口23,365人。該縣成立於1851年2月4日，縣治南本德（South Bend）。
失望角州立公園位于该县西部。